# Adrian Konarski
Adrian Konarski (ur. 1975) – polski pianista, kompozytor muzyki filmowej, teatralnej i estradowej.

## Życiorys
Absolwent wydziału Kompozycji, Dyrygentury i Teorii Muzyki na Akademii Muzycznej w Krakowie (2000).
Napisał m.in.: muzykę do filmów Magdaleny Piekorz ("Pręgi"), musical ("Mała Księżniczka"), muzykę do spektakli w reż. Jerzego Stuhra (Teatr Telewizji "Szkoła Żon"). Autor piosenek śpiewanych przez artystów związanych z "Piwnicą pod Baranami", jego kompozycje śpiewali m.in.: Dorota Ślęzak, Janusz Radek, Aleksandra Maurer, Jacek Wójcicki. Kompozycje Adriana Konarskiego były prezentowane na prestiżowych festiwalach, m.in.: Międzynarodowy Festiwal Muzyki Współczesnej XI Dni Muzyki Kompozytorów Krakowskich, Festiwal i Seminarium Współczesnej Muzyki Polskiej i Amerykańskiej "Write and Play".
Jako instrumentalista wielokrotnie brał udział w rejestracjach telewizyjnych i radiowych muzyki poetyckiej i teatralnej. Od 2007 roku jest członkiem Europejskiej Akademii Filmowej.

## Nagrody i Nominacje
- 2009 – Nagroda na Festiwalu Teatru Polskiego Radia i Teatru Telewizji Polskiej “Dwa Teatry” w Sopocie za muzykę oryginalną do teatru telewizji “Szkoła Żon” w reż. Jerzego Stuhra
- 2005 – Orzeł, Polska Nagroda Filmowa (nominacja) w kategorii: najlepsza muzyka za rok 2004 (“Pręgi”)
- 2004 – Złota Kaczka (nominacja) Nagroda miesięcznika Film – (“Pręgi”)
- 2004 – Nagroda Jańcio Wodnik na festiwalu Prowincjonalia we Wrześni za najlepszą muzykę (“Pręgi”)
- 2001 – laureat ogólnopolskiego konkursu kompozytorskiego Muzyka Ogrodowa pod patronatem Rektora UJ za utwór Tango
- 2000 – laureat Stypendium Twórczego Miasta Krakowa za twórczość związaną z Krakowem

## Dyskografia
- 2018 - Ogrody Złudzeń
- 2016 - The Wellts (Pręgi)
- 2016 - Bunt Anioła
- 2014 - French Cinema
- 2014 - Darkness, Light And Time
- 2014 - Citizen (Obywatel)
- 2006 - A Little Princess (Mała Księżniczka)
- 2004 - Drowsiness (Senność)